# Берни, Франсуа Иоаким Пьер де
Франсуа́ Иоаки́м Пьер де Берни́ (фр. François-Joachim de Pierre de Bernis; 22 мая 1715, Сен-Марсель-д’Ардеш, Франция — 3 ноября 1794, Рим, Италия) — французский кардинал и министр Людовика XV. Архиепископ Альби с 9 июля 1764 по 3 ноября 1794. Кардинал-священник c 2 октября 1758, с титулом церкви Сан-Сильвестро-ин-Капите с 26 июня 1769 по 18 апреля 1774. Кардинал-епископ Альбано с 18 апреля 1774 по 3 ноября 1794.

## Биография
Франсуа Иоаким Пьер де Берни происходил из старинного дворянского рода, с детства посвятил себя духовному званию и воспитывался в семинарии Сен-Сюльпис в Париже. Едва достигнув 18-летнего возраста, молодой аббат вступил в парижское высшее общество, где красивая наружность в связи с мягким обращением и умением писать стихи вскоре приобрели ему множество покровителей.
Маркиза де Помпадур представила его королю, который оценил его способности, назначил ему квартиру в Тюильри и пенсию в 1500 ливров. В 1744 году Берни стал членом Французской академии. В начале 1750-х годов, уладив дипломатические разногласия между Римом и Венецианской республикой, Берни приобрёл благосклонность римского папы, республики и своего собственного правительства.
По возвращении в Париж в 1755 году назначен был министром иностранных дел и на этом посту содействовал заключению союза с Австрией, вовлекшего Францию в Семилетнюю войну. Последовавшие за тем неудачи побудили Берни, хотя и тщетно, направить все свои силы к заключению мира, вследствие чего он поссорился с маркизой Помпадур и в 1758 году был замещён Шуазелем, как раз в тот момент, когда получил от папы Бенедикта XIV кардинальскую шляпу.
В 1769 году получил высокий пост французского посла в Риме, на котором его застала революция. Берни не захотел признать совершившегося переворота, лишился своего поста и своих имений во Франции и до самой смерти в 1794 году оставался в Риме.

## Творчество
В разное время Берни обращался и к поэтическому творчеству (Энциклопедия Брокгауза и Ефрона утверждала, впрочем, что «его стихотворные произведения литературного интереса не представляют»). Лучшая поэма Берни, «La religion vengée», издана по смерти его Азарой (Парма, 1795). Собрания его сочинений издавались в 1797 и 1825 годах.

## Память
В кино
- Во французском телефильме Жанна Пуассон, маркиза де Помпадур[фр.] (2006 г.) роль Берни исполнил Ивон Бак (Yvon Back).